# بطولة العالم لكرة الطائرة للسيدات 1970
أقيمت بطولة العالم لكرة الطائرة للسيدات 1970 في نسختها السادسة في فارنا في بلغاريا في الفترة من 22 سبتمبر وإلى 20 أكتوبر 1970.

## المنتخبات المشاركة
| المجموعة أ - بلغاريا - كوبا - ألمانيا الشرقية - منغوليا | المجموعة ب - تشيكوسلوفاكيا - اليابان - المكسيك - هولندا | المجموعة ج - كوريا الشمالية - بولندا - رومانيا - الولايات المتحدة | المجموعة د - البرازيل - المجر - بيرو - الاتحاد السوفيتي |

## الترتيب النهائي
| 1. الاتحاد السوفيتي 2. اليابان 3. كوريا الشمالية 4. المجر 5. تشيكوسلوفاكيا 6. بلغاريا 7. رومانيا 8. كوبا 9. بولندا 10. ألمانيا الشرقية 11. الولايات المتحدة 12. المكسيك 13. البرازيل 14. هولندا 15. بيرو 16. منغوليا | \| بطولة العالم لكرة الطائرة للسيدات 1970 \| \| -------------------------------------- \| \| · الاتحاد السوفيتي · للمرة الرابعة \| |
| بطولة العالم لكرة الطائرة للسيدات 1970 | |
| · الاتحاد السوفيتي · للمرة الرابعة | |

## روابط إضافية
- الاتحاد الدولي لكرة الطائرة